# Paavo Lukkariniemi
Paavo Lukkariniemi (né le 14 avril 1941 à Ylitornio) est un ancien sauteur à ski finlandais.

## Palmarès

### Championnats du monde
| Épreuve / Édition | Épreuve / Édition | Oslo 1966 |
| Petit Tremplin    | Petit Tremplin    | Bronze    |